# Peromyscus mayensis
Peromyscus mayensis är en däggdjursart som beskrevs av Carleton och Huckaby 1975. Peromyscus mayensis ingår i släktet hjortråttor, och familjen hamsterartade gnagare. IUCN kategoriserar arten globalt som akut hotad. Inga underarter finns listade i Catalogue of Life.
Vuxna exemplar är 10,7 till 12,5 cm långa huvud och bål) och har en 10,2 till 12,0 cm lång svans. Bakfötterna är 2,5 till 2,7 cm långa och öronen är 1,9 till 2,3 cm stora. Viktuppgifter saknas. Pälsen på ovansidan är brun med lite inslag av rött och grått. Gränsen mot den ljusgråa undersidan är inte tydlig. Håren på undersidan har vita spetsar vad som liknar frost i utseende. Peromyscus mayensis har mörkbruna till svarta öron. Även svansen är svartbrun på ovansidan och lite ljusare på undersidan.
Denna gnagare är bara känd från en mindre bergstrakt i västra Guatemala. Den lever i regioner som ligger 2900 till 3000 meter över havet. I utbredningsområdet förekommer ursprunglig skog med ekar och med några glest fördelade barrträd. Skogen kännetecknas av många epifyter, flera träd som ligger på marken och av ett tjockt lövskikt.